# Toncio Toncev
Toncio Toncev (n. 1 decembrie 1972, Sliven, Republica Populară Bulgaria) este un boxer ce a reprezentat Bulgaria, medaliat olimpic. A participat la 2 ediții ale Jocurilor Olimpice (1992, 1996) în care a câștigat o medalie de argint.